# Diamond Is Unbreakable (film 2017)
JoJo's Bizarre Adventure: Diamond Is Unbreakable - Chapter I (ジョジョの奇妙な冒険 ダイヤモンドは砕けない 第一章?, JoJo no Kimyō na Bōken Daiyamondo wa Kudakenai Dai-Isshō) è un film del 2017 diretto da Takashi Miike, prodotto dalla Toho in collaborazione con Warner Bros. Pictures e basato sul primo arco narrativo della quarta parte del manga giapponese Le bizzarre avventure di JoJo.

## Trama
1999, Keicho Nijimura vaga di notte per le strade di Mōrio-Cho aggredendo passanti con una freccia dorata, lo scopo è quello di creare nuovi portatori di Stand: esseri spiritici dotati di grande forza e uniche - quanto peculiari - abilità, legati in modo indissolubile al proprio portatore; fra le varie vittime vi è Anjuro Katagiri, anche detto Angelo (アンジェロ?, Anjerō), un killer spietato e senza scrupoli che acquisirà il potere del controllo dell'acqua tramite il suo stand "Aqua Necklace".
Nella scuola superiore locale, Koichi Hirose, giovane esile, naïf e vagamente Otaku, fa la conoscenza della sua inquietante compagna di classe Yukako Yamagishi e di Josuke Higashikata, soprannominato "JoJo" per via dei kanji iniziali e finali del suo nome completo, con cui instaura un forte rapporto di amicizia (soprattutto con il secondo).Koichi nota fin da subito i straordinari poteri di JoJo, datogli dal suo Stand "Crazy Diamond" (クレイジー・ダイヤモンド?, Kureijī Daiyamondo), ma tutto diverrà più chiaro solo alla visita di Jotaro Kujo (protagonista della serie Manga precedente) che gli rivelerà essere un diretto discendente della famiglia Joestar e che suo padre (che credeva morto) Joseph Joestar ha saputo di lui solo recentemente, dopo aver effettuato alcune ricerche collegate ad Angelo.
Inizialmente Jojo non vuole avere nulla a che fare né con lui né con la famiglia Joestar, anche se non fatica a credere alle parole di Jotaro - soprattutto dopo essersi scontrato brevemente col suo Stand "Star Platinum", ma sarà costretto una volta che Angelo attaccherà prima due suoi coetanei e poi suo nonno (a cui JoJo era molto affezionato). Insieme, JoJo e Jotaro, riescono a sconfiggere Angelo sfruttando il potere rigenerativo di Crazy Diamond che imprigiona Aqua Necklace dentro un guanto da cucina; per vendicare la morte di suo nonno JoJo utilizzerà tutto il suo potenziale rigenerativo per fondere Angelo con una pietra costringendolo ad una vita immortale di immobilità assoluta.
Ma la loro missione ancora non è finita, in giro vi è ancora la freccia e quella risulta essere un pericolo ben peggiore di Angelo; Koichi e JoJo verranno avvicinati dai due fratelli possessori di tale manufatto, ovvero Keicho e Okuyasu Nijimura, possessori di due terribili stand: "The Hand" (ザ・ハンド?, Za Hando), in grado di "cancellare" lo spazio che intercorre fra lui e un punto precedentemente mirato, e "Bad Company" (バッド・カンパニー?, Baddo Kanpanī), letteralmente un mini esercito equipaggiato con ogni arma e mezzo militare in scala che esegue ogni ordine senza possibilità di annullamento. Sfruttando la debolezza di ambedue gli Stand, JoJo e Koichi riescono a sconfiggere i due fratelli, anche se il secondo cadrà vittima della freccia generando così un nuovo Stand apparentemente inutile che chiamerà "Echoes" (エコーズ?, Ekōzu).
Keicho, ferito gravemente dai propri ordini imposti al Bad Company, si ritira mostrando ai suoi avversari il vero scopo della sua "missione": suo padre è stato orribilmente sfigurato dalle cellule di Dio Brando e da allora i due fratelli sono alla ricerca di uno stand in grado di ucciderlo, cosa assai ardua per via del potere rigenerativo che le cellule di Dio forniscono; la collera di Keicho però sembra generata dal continuo tentativo del padre di ricostruire qualcosa da delle ceneri e polvere, azione che lo rende assai nervoso e poco attento a quello che lo circonda; grazie al potere di "Crazy Diamond" JoJo ricostruisce l'oggetto rivelando che si tratta di una "fotografia" della propria famiglia. Keicho finalmente riesce a vedere in quel "mostro" suo padre riuscendo a provare per la prima volta empatia verso il suo stato, ma non avrà il tempo di riconciliarsi o perdonare poiché verrà ucciso da una bomba generata dallo Stand "Killer Queen" (キラークイーン?, Kirā Kuīn) - introducendo così il personaggio di Yoshikage Kira (吉良 吉影?, Kira Yoshikage).
Josuke, Koichi e Okuyasu si alleano per trovare e uccidere l'assassino Yoshikage Kira così da poter vendicare Keicho e mettere fine alla piaga degli Stand Assassini involontariamente generati dalla freccia.